# كييتا فوروساوا
كييتا فوروساوا (باليابانية: 古澤 慶太) (1 يوليو 1992 في كاتسوشيكا في اليابان – )؛ هو لاعب كرة قدم سابق كان يلعب كمدافع.

## وصلات خارجية
- كييتا فوروساوا على موقع رابطة كرة القدم اليابانية للمحترفين (اليابانية)